# Дзеркало 3: Підглядаючий
Дзеркало 3: Підглядаючий (англ. Mirror, Mirror III: The Voyeur) — американський фільм жахів 1995 року.

## Сюжет
Ентоні і Кассандра люблять один одного. Але справа в тому, що Ентоні — художник і не заробляє багато грошей. Кассандра використовує торговця наркотиками Хуліо, щоб той оплачував її рахунки. Крім цього у Кассандри є чарівне дзеркало, за допомогою якого вона може заглядати в майбутнє. Одного разу в дзеркалі вона бачить, як Хуліо вбиває її. Вона вирішує випередити його. Кассандра встромляє в нього ніж, але тому вдається задушити її. Кассандра і Хуліо йдуть зі світу живих.
Тим часом Ентоні вирішує, що Кассандра кинула його і переїжджає в будинок, де вона жила разом з Хуліо. Разом з ним переїжджає його брат Джой. У будинку також селиться нова подруга художника Керолайн. Незабаром Ентоні виявляє велике дзеркало і переносить його в свою кімнату. Його починають переслідувати нічні видіння, в яких з'являється Кассандра.

## У ролях
- Біллі Драго — Ентоні
- Девід Нотон — детектив Кобек
- Монік Перент — Кассандра
- Марк Руффало — Джой
- Річард Кансіно — Хуліо
- Елізабет Болдуін — Керолайн
- Рудольф Вебер — Реймон
- Брендон Скотт Петерсон — гангстер на мосту 1
- Меттью Чонтос — гангстер на мосту 1
- Джиммі Ліфтон — бандит з гвинтівкою
- Деррік Коста — бандит на сходах
- Бренді Пейн — Карлотта
- Інгрід Хіросс — подруга
- Флоренс Сміт — стара Кассандра